# Noordelijke staten

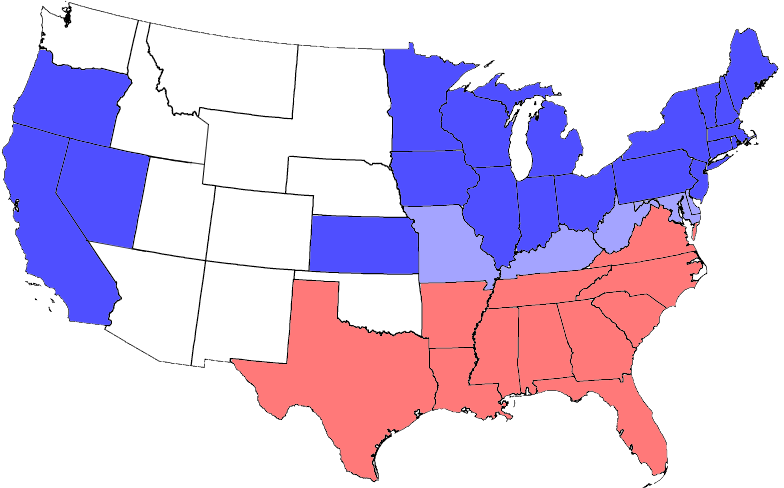
De Noordelijke Staten zijn in blauw aangegeven

De Noordelijke staten zijn de groep staten in het noordelijke deel van de Verenigde Staten die in de Amerikaanse Burgeroorlog vochten tegen de zuidelijke staten die zich afgescheiden hadden als de Geconfedereerde Staten van Amerika. De noordelijke staten vormden tijdens de burgeroorlog de Unie.
De Mason-Dixonlijn wordt beschouwd als de grens tussen de noordelijke en zuidelijke staten.

## Geschiedenis
Bij de oprichting van de Verenigde Staten in 1776 waren de noordelijke koloniën al met elkaar verbonden om economische redenen. Deze koloniën waren vooral gericht op (kleine) boerenbedrijven en familiebedrijfjes. De noordelijke staten werd echter ook het gebied waar de industrialisatie het sterkst was. Steden als Chicago, New York en Cleveland groeiden enorm dankzij technologische ontwikkelingen en de invoering van de stoomtrein. 
Rond 1800 werd de slavernij in de Noordelijke staten afgeschaft. In de Zuidelijke Staten gebeurde dit pas 60 jaar later na het einde van de Amerikaanse Burgeroorlog.

## Staten
De volgende staten worden tot de noordelijke staten gerekend:
- Californië
- Connecticut
- Delaware
- Illinois
- Indiana
- Iowa
- Kansas
- Maine
- Massachusetts
- Michigan
- Minnesota
- Nevada
- New Hampshire
- New Jersey
- New York
- Ohio
- Oregon
- Pennsylvania
- Rhode Island
- Vermont
- Wisconsin

De onderstaande grensstaten maakten deel uit van de Unie, maar ze stonden de slavernij wel toe:
- Kentucky
- Maryland
- Missouri
- West Virginia